# Englewood (New Jersey)
Englewood is een plaats (city) in de Amerikaanse staat New Jersey en valt bestuurlijk gezien onder Bergen County.

## Demografie
Bij de volkstelling in 2000 werd het aantal inwoners vastgesteld op 26.203.
In 2006 is het aantal inwoners door het United States Census Bureau geschat op 27.824, een stijging van 1621 (6,2%).

## Geografie
Volgens het United States Census Bureau beslaat de plaats een oppervlakte van
12,8 km², geheel bestaande uit land.

## Plaatsen in de nabije omgeving
De onderstaande figuur toont nabijgelegen plaatsen in een straal van 4 km rond Englewood.

## Geboren in Englewood
- Margot Hudig-Heldring (1919-2006), beeldhouwster
- Richard Button (1929-2025), kunstschaatser
- Ed Harris (1950), acteur, filmregisseur en schrijver
- Tom Wright (1952), acteur en stuntman
- Vincent Curatola (1953), acteur
- Zach Grenier (1954), acteur
- John Travolta (1954), acteur
- Dinah Lenney (1956), actrice
- Jon-Erik Hexum (1957-1984), acteur en model
- Genie Francis (1962), actrice
- Hope Davis (1964), actrice
- Gregg Berhalter (1973), voetballer
- Wil Horneff (1979), acteur